# Zandra Borrero
Zandra Borrero, född 17 juli 1973, är en friidrottare från Colombia. Han deltog vid olympiska sommarspelen 1996.